# Bitwa pod Cetate
Bitwa pod Cetate − starcie zbrojne, które miało miejsce w początkowej fazie wojny krymskiej. Bitwa rozegrała się w okresie od 31 grudnia 1853 do 6 stycznia 1854 roku i nie zakończyła się rozstrzygnięciem.
W ramach działań poprzedzających wojnę, Rosjanie opanowali Mołdawię i Wołoszczyznę, będące pod zwierzchnictwem tureckim. Siły obu państw obsadziły oba brzegi Dunaju. 31 grudnia 1853 roku Ahmed Pasza, na czele sił liczących kilka tysięcy kawalerii i piechoty, rozpoczął atak na Cetate, które było obsadzone przez Rosjan płk. A.K. Baumgartena. Atak został powstrzymany, obie armie wezwały posiłki. 6 stycznia 1854 roku Ahmed podjął drugie natarcie siłami 18 tysięcy żołnierzy. Rosjanie wycofali się z ciężkimi stratami. Jeszcze tego samego dnia dotarły jednak na miejsce posiłki rosyjskie i Ahmed, bojąc się ryzyka, wycofał się.